# Thundercats (tecknad serie)
ThunderCats var en amerikansk serietidning, baserad på ThunderCats. Den publicerades ursprungligen åren 1985-1988 av Marvel Comics under deras etikett Star Comics, då på Marvel Comics under här tiden ofta var snabba med att snappa upp licenser för populära TV-serier och filmer.

## Utgåvor
- ThunderCats nr 1–24, Star Comics/Marvel Comics, 1985–
- ThunderCats nr 0–6, Wildstorm/DC Comics, okt–feb 2002–03
- ThunderCats Sourcebook, Wildstorm/DC Comics, jan 2003
- ThunderCats: The Return nr 1–4(?), Wildstorm/DC Comics, apr–aug, 2003
- Battle of the Planets/ThunderCats, Wildstorm/DC Comics, maj 2003
- ThunderCats/Battle of the Planets, Wildstorm/DC Comics, jul 2003
- ThunderCats: Dogs of War nr 1–5, Wildstorm/DC Comics, aug–dec 2003
- ThunderCats: Hammerhand's Revenge nr 1-5, Wildstorm/DC Comics, dec-apr 2003–04
- Superman/ThunderCats nr 1, Wildstorm/DC Comics, jan 2004
- ThunderCats Origins: Heroes and Villains nr 1, Wildstorm/DC Comics, feb 2004
- ThunderCats Origins: Villains and Heroes nr 1, Wildstorm/DC Comics, feb 2004
- ThunderCats: Enemy's Pride nr 1–5, Wildstorm/DC Comics, aug–dec 2004

### Fotnoter
1. ↑  ”Star (Marvel) Series” (på engelska). Thundercats. http://www.thundercats.org/comics/marvel/marvel_index.html. Läst 11 december 2015.